# マダ (オマーン)
マダ（アラビア語: مدحاء マドハー,Madha,Madhah）は、オマーンの飛地領土。

## 解説
本地はオマーンの飛地領土であるムサンダム半島とオマーン本土の間のアラブ首長国連邦領内にある。ムサンダム特別行政区・マダ県に属する。北緯25度17分4秒、東経56度19分59秒に位置する。中心部の標高は41m。内陸部の飛び地であり、海岸線は有していない。2003年現在の人口は2,246人。
この飛地はフジャイラとホール・ファッカーンを結んだ道路上にある75km2の土地であり、道路からマダに向けられた出口は2ヶ所整備されている。この飛地の国境は1969年に画定された。
マダは「New Madha」と呼ばれる開発地区以外はほとんどが無人地帯で、「New Madha」には道路・学校・郵便局・銀行等があり、電力および真水の供給がなされ、滑走路及び警察も存在する。
またマダ地内のナワという土地は、法的にはアラブ首長国連邦・シャールジャ首長国の一部とされており、飛地内の飛地（二重飛地）を形成しており、同心円状の飛地の多重構造を持つ。

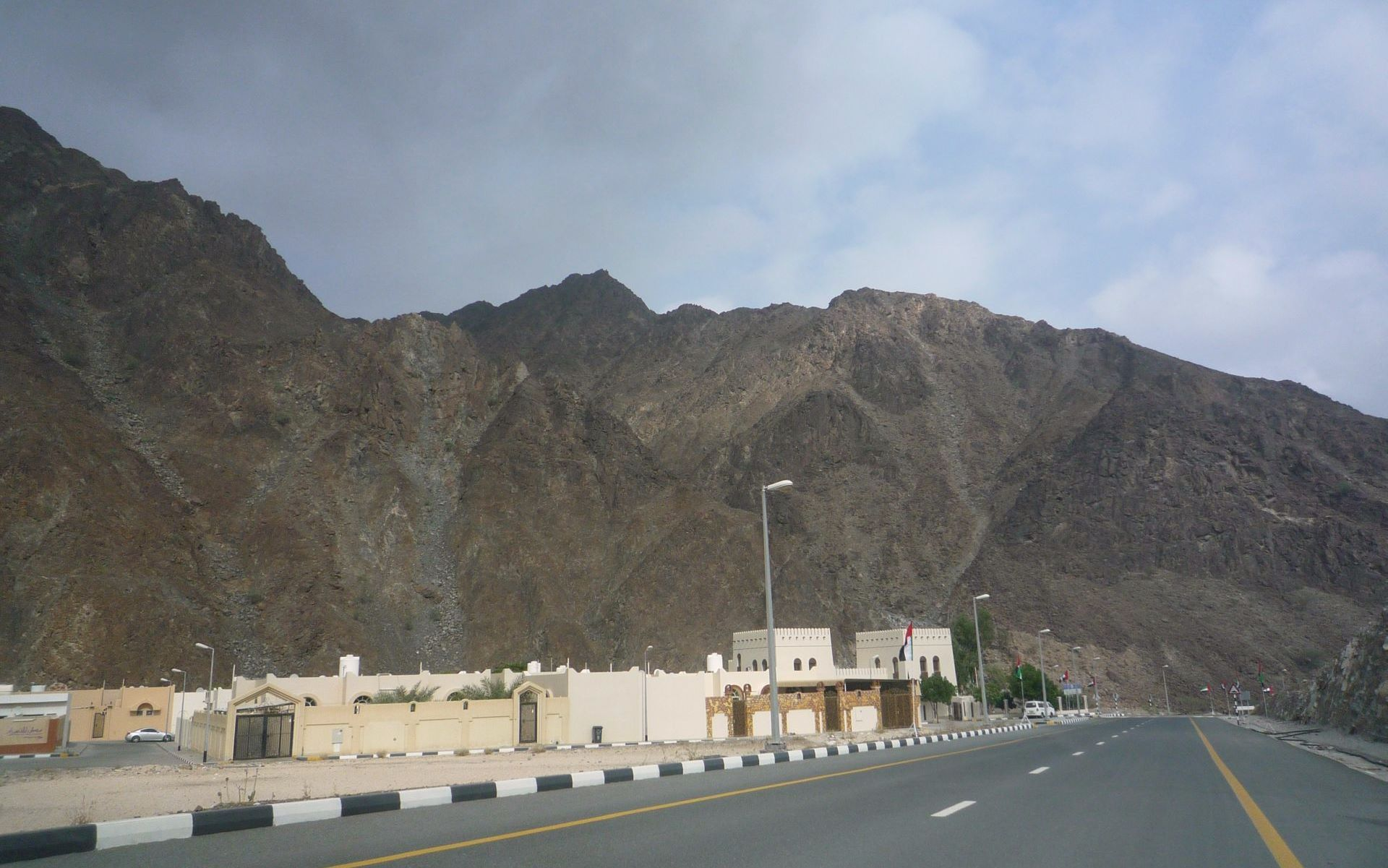
ナワ